# 池田交通
株式会社池田交通（いけだこうつう）は、茨城県鹿嶋市に本社を置くバス事業者である。2017年（平成29年）4月17日に有限会社から改組した。
茨城県バス協会会員。本業である貸切バスのほか、鹿嶋市内にてコミュニティバス（自主運行）や広域バスの運行（他社との共同運行）も行っている。公式ウェブサイトは開設していない。

## 概要
本社・営業所
- 本社：茨城県鹿嶋市浜津賀910[2]
- 旅客部営業所：茨城県鹿嶋市大字志崎字北割原63-6[4]

## 現行路線

### 市内循環「鹿嶋コミュニティバス」
中央線
- 鹿島灘駅 - 大野出張所前 - 産業技術学院前 - 鹿島神宮駅 - チェリオ・イオン鹿嶋店 - 高松緑地公園

湖岸海岸線
- 鹿島灘駅 - 額賀 - 小山記念病院 - 鹿島神宮駅 - チェリオ・イオン鹿嶋店 - はまなす公園下 - 鹿島灘駅
  - 時間帯により、湖岸回り・海岸回りと運行ルートが異なる。

### 鹿行広域バス「神宮あやめ白帆ライン」
- チェリオ・イオン鹿嶋店 - 小山記念病院 - 鹿島神宮駅 - 延方駅 - 道の駅いたこ - 水郷潮来バスターミナル - 潮来駅 - 潮来市立図書館前 - ショッピングプラザラ・ラ・ルー - 麻生富田 - あそう温泉「白帆の湯」 - 麻生庁舎
  - 2019年4月1日運行開始[5]。
  - 関東鉄道（潮来営業所）との共同運行[5]。池田交通担当便はPASMO・Suica等の交通系ICカードが利用不可。

## 過去の路線
鹿行広域バス「神宮・あやめライン」
- チェリオ・イオン鹿嶋店 - 小山記念病院 - 鹿島神宮駅 - 道の駅いたこ - 水郷潮来バスターミナル - 潮来駅 - 津知 - 延方駅 - 鹿島神宮駅 - 小山記念病院 - チェリオ・イオン
  - 2017年8月8日運行開始[6]。2019年3月31日まで運行。前述の「神宮あやめ白帆ライン」に統合され廃止。
  - 関東鉄道（潮来営業所）との共同運行[6]。池田交通担当便は左回りルート（鹿島神宮駅→延方駅→潮来市役所→潮来駅→道の駅いたこ→鹿島神宮駅）。

## 車両
2022年（令和4年）2月14日現在、路線車6台、貸切車15台を保有する。